# Stockholms södra

Stockholms södra (Stockholm-Süd) oder Södra Station (Südbahnhof) ist ein Tunnelbahnhof der schwedischen Hauptstadt Stockholm im Stadtteil Södermalm.
Der Bahnhof wurde 1860 eröffnet als Endpunkt der Västra stambanan (Westliche Stammstrecke). Der aktuelle Bahnhof wurde 1989 eröffnet, im Zuge des Neubaus eines großen Wohnkomplex, in dem sich der unterirdische Bahnhof befindet.
Mit 17.100 Zusteigenden (normaler Winterwerktag 2016) ist er die zweitgrößte Pendeltågstation.
Die Tunnelbanastationen Medborgarplatsen und Mariatorget sind vom östlichen Ausgang an der Swedenborgsgatan in wenigen Minuten zu Fuß zu erreichen. Dort halten auch die Buslinien 55, 57 und 66. Die Stammbuslinie 4 und die Linie 74 halten am westlichen Ausgang an der Rosenlundsgatan.
Der Bahnhof verfügt über zwei Mittelbahnsteige mit vier Gleisen sowie über zwei Abstellgleise.
Bis Juni 2017 wurde Richtungsbetrieb gefahren, und es hielten hier nur die Züge des Pendeltåg-Systems.
Im Juli 2017 ging ein neuer Eisenbahntunnel unter dem Zentrum von Stockholm in Betrieb, der Citybanan-Tunnel. Dieser fädelt kurz vor dem Bahnhof in den bestehenden Tunnel ein, sodass die alte oberirdische Strecke von Stockholm C entlastet wird. Seitdem wird Linienbetrieb gefahren, der Pendeltåg-Verkehr wird ausschließlich auf dem nördlichen Bahnsteig abgewickelt. Der südliche Bahnsteig wird nicht benutzt; die Fern-, Regional- und Güterzüge fahren ohne Halt durch.
Wenn die alte Strecke 2018–2020 renoviert wird, werden jedoch einige Züge dort halten und wenden.

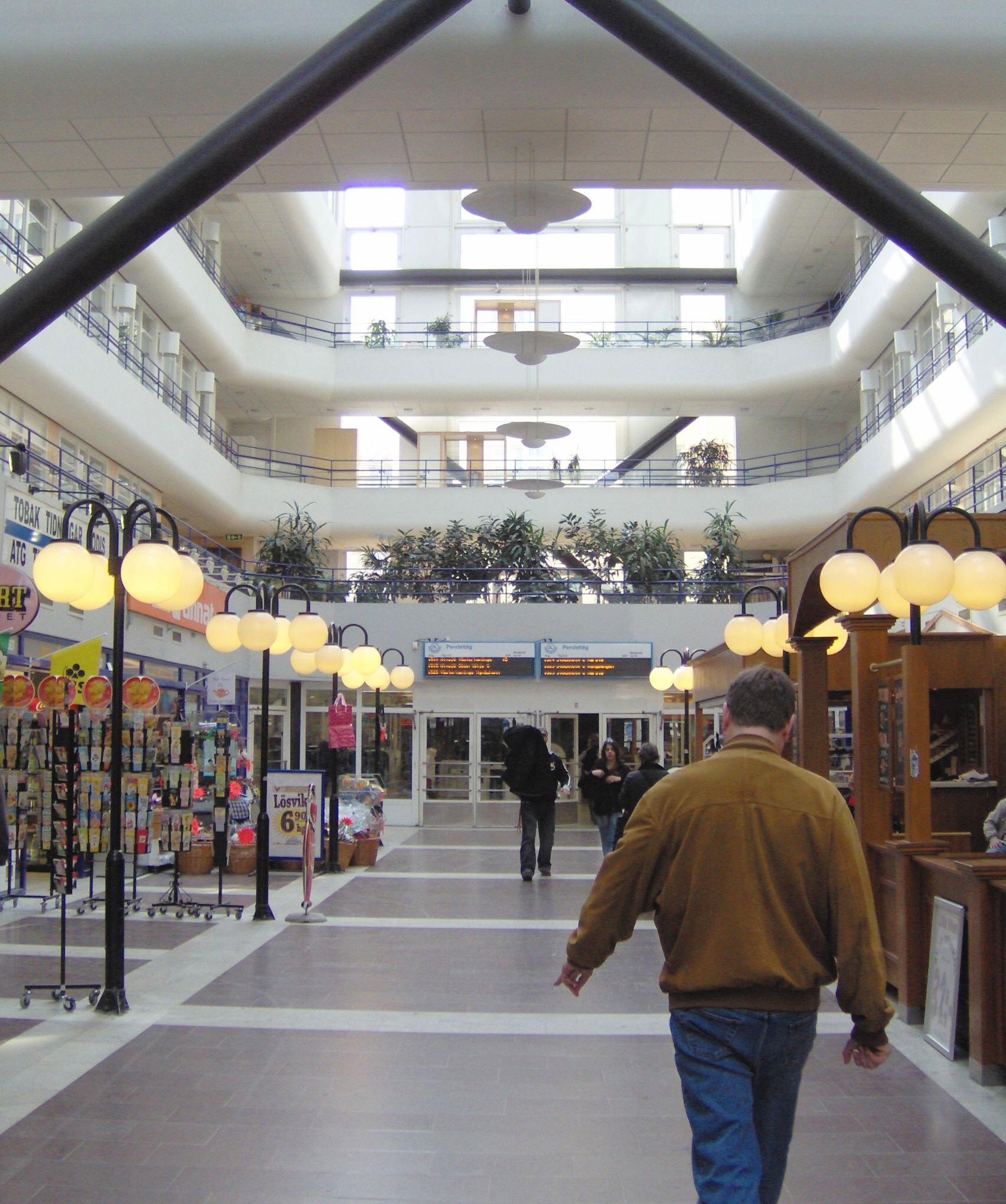
Osteingang von der Swedenborgsgatan
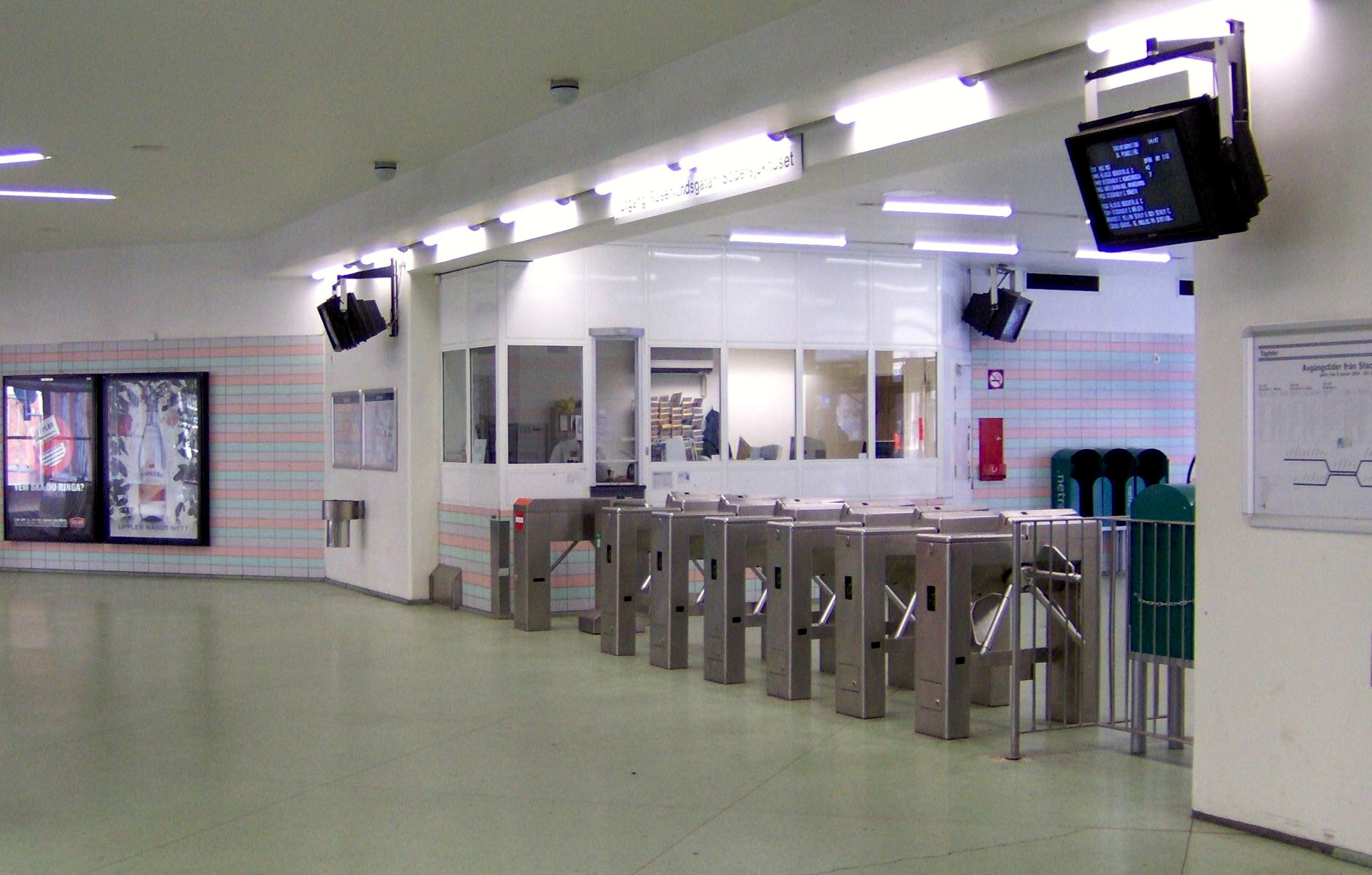
Ausgang zur Rosenlundsgatan (vor Juli 2017)
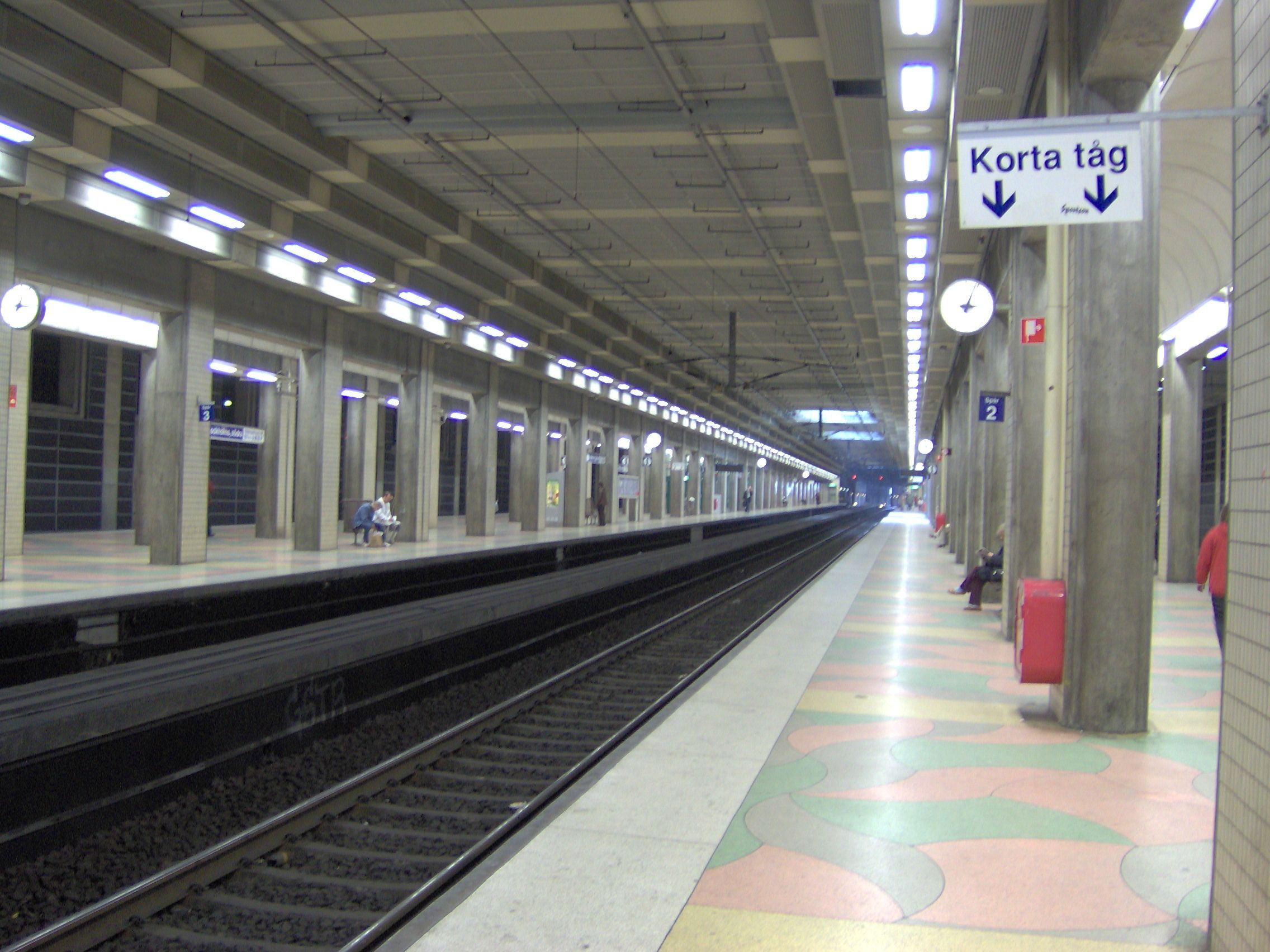
Die Bahnsteige